# 전국대학노동조합
전국대학노동조합(Korean University Worker's Union, 全國大學勞動組合)은 대한민국 각 대학에서 정규직, 비정규직을 막론하고 노동자로 근무하는 사람이 권익을 위해 만든 노동조합이다. 전국민주노동조합총연맹에 속해 있다.